# Empoli Football Club 1964-1965
Questa voce raccoglie le informazioni riguardanti l'Empoli Football Club nelle competizioni ufficiali della stagione 1964-1965.

## Rosa
| N. |                   | Ruolo | Calciatore          |
| -- | ----------------- | ----- | ------------------- |
|    | Italia (bandiera) | D     | Alessandro Ballotta |
|    | Italia (bandiera) | C     | Sergio Bellami      |
|    | Italia (bandiera) | C     | Rolando Chiarini    |
|    | Italia (bandiera) | A     | Ennio Ciccolo       |
|    | Italia (bandiera) | C     | Claudio Cosimi      |
|    | Italia (bandiera) | C     | Emilio Fanucchi     |
|    | Italia (bandiera) | A     | Fabio Ferrario      |
|    | Italia (bandiera) | D     | Giampaolo Fiorini   |
|    | Italia (bandiera) | C     | Carlo Gori          |
|    | Italia (bandiera) | A     | Federico Jaconissi  |
|    | Italia (bandiera) | C     | Alberto Latini      |

| N. |                   | Ruolo | Calciatore        |
| -- | ----------------- | ----- | ----------------- |
|    | Italia (bandiera) | D     | Giulio Lazzeri    |
|    | Italia (bandiera) | D     | Piero Lenzi       |
|    | Italia (bandiera) | D     | Pasquale Malvolti |
|    | Italia (bandiera) | D     | Valerio Masoni    |
|    | Italia (bandiera) |       | Negrisolo         |
|    | Italia (bandiera) | C     | Giuseppe Pacini   |
|    | Italia (bandiera) | P     | Roberto Papini    |
|    | Italia (bandiera) | C     | Piero Pelagotti   |
|    | Italia (bandiera) | A     | Sergio Pellizzaro |
|    | Italia (bandiera) | A     | Luigi Peronace    |